# 야율출렬
북요 영종 회황제 야율출렬(北遼 英宗 懷皇帝 耶律朮烈, ? ~ 1123년 11월)은 북요의 마지막(4대, 1123년 10월 ~ 11월) 황제로 흥종 야율종진의 손자이다. 일설에는 요 성종 야율융저(耶律隆緒)의 아들 연국왕 야율오가(燕國王 耶律吳哥)의 4대손이라는 설도 있다.
야율목열(耶律木烈)이라고도 불리며 북요의 회제(懷帝)라고도 한다.
1123년 5월 천조제가 서하로 피신하자, 실망한 야율대석은 같은 달 야율아리를 황제로 추대했다. 그러나 1123년 10월에 야율아리가 30세의 나이로 죽자 이어 즉위했으나 다음 달인 11월에 그의 부하들에게 살해당하고 만다. 결국 북요는 건국된지 겨우 1년 8개월만에 완전히 멸망하고 만다. 그의 재위기간은 20일이었다 한다.
| 전임 북요 유제 | 제4대 북요의 황제 1123년 | 후임 북요 멸망 (서요 덕종) |